# Odd Borg
Odd Borg, född 26 maj 1931 i Oslo, död där 13 november 1965 (självmord), var en norsk skådespelare.

## Biografi
Borg debuterade 1953 på Centralteatret som Vincent i Kjære Ruth. Han var engagerad där till 1959 och därefter vid Nationaltheatret 1959–1965. Han uppträdde i revyer, lustspel och modern dramatik, bland annat i rollen som Nick i Vem är rädd för Virginia Woolf?.
Han filmdebuterade 1955 i Edith Carlmars Bedre enn sitt rykte. Han blev framgångsrik i komedier som Støv på hjernen (1959), Norges söner (1961), Stackars stora starka karlar (1962) och Stompa forelsker seg (1965), där han gestaltade roller som förvirrad man. Han gjorde sammanlagt 22 film- och TV-roller 1955–1965. Han var också regiassistent i filmerna Stackars stora starka karlar och Elskere (1963).

## Död
Den 13 november 1965 uppträdde Borg på Nationaltheatret i föreställningen Hva skal vi gjøre. Efter föreställningen hittades han hängd i sin loge och slutsatsen drogs att han begått självmord.

## Familj
Odd Borg var son till Trygve Borg och Ragnhild Kvinnsland. Han var från 1957 till sin död gift med dansaren, koreografen och pedagogen Anne Borg. Han var även kusin till regissören Knut Bohwim och den som hjälpte honom till hans första filmjobb som skådespelare 1955.

## Filmografi
- 1955 – Bedre enn sitt rykte
- 1956 – Kvinnens plass
- 1956 – Gylne ungdom
- 1956 – Ektemann alene
- 1957 – Peter van Heeren
- 1957 – Selv om de er små
- 1959 – 5 loddrett
- 1959 – Støv på hjernen
- 1961 – Strandhugg
- 1961 – Avskjedsgaven
- 1961 – Norges söner
- 1962 – Frokost i det grønne
- 1962 – Dollarprinsessen
- 1962 – Stackars stora starka karlar
- 1962 – Karl
- 1964 – Blåkragar
- 1964 – Nydelige nelliker
- 1965 – To på topp
- 1965 – Stompa forelsker seg